# Channel Hamburg

Das Logo des Projekts

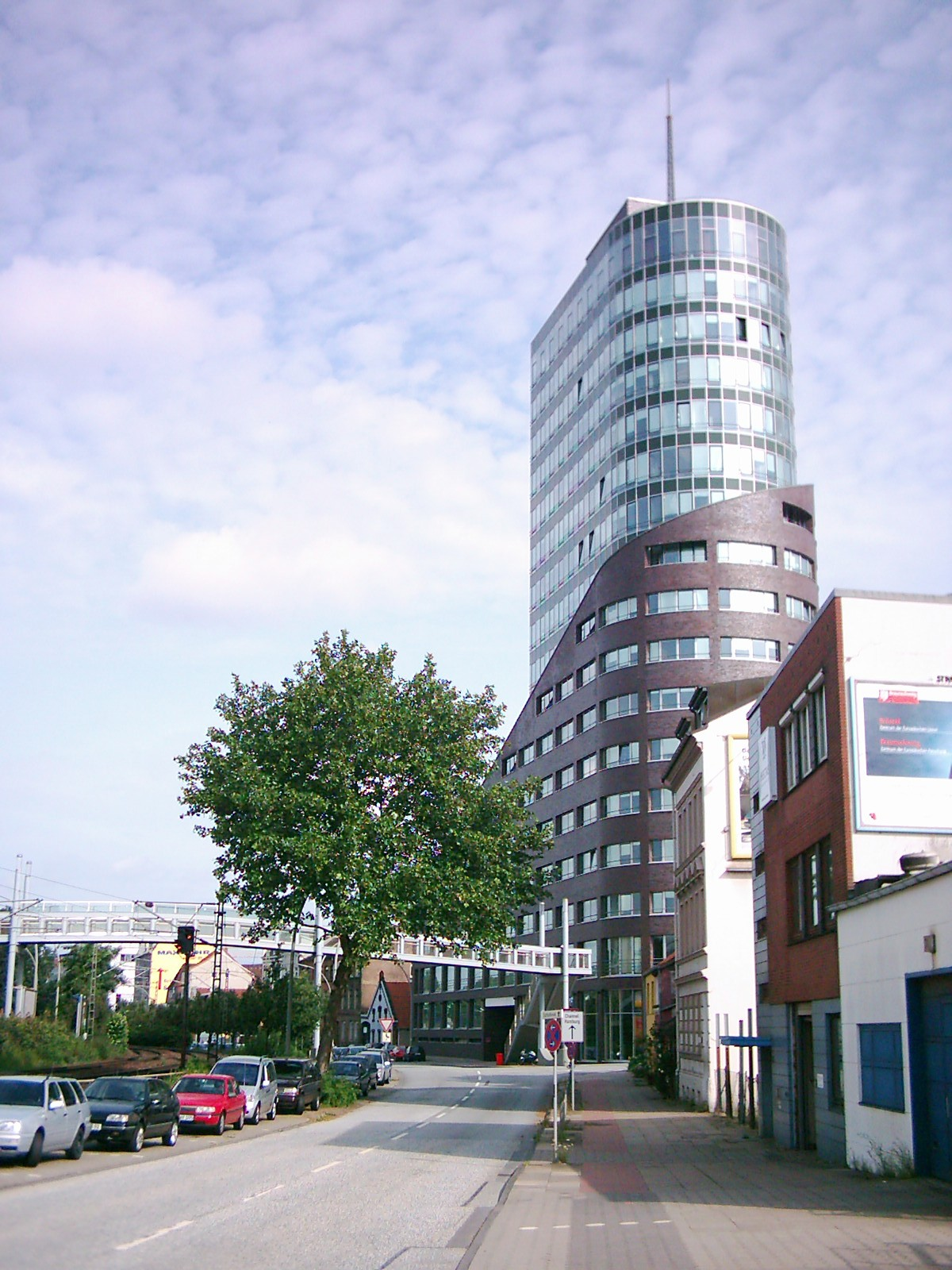
Channel Tower, Wahrzeichen des channel hamburg

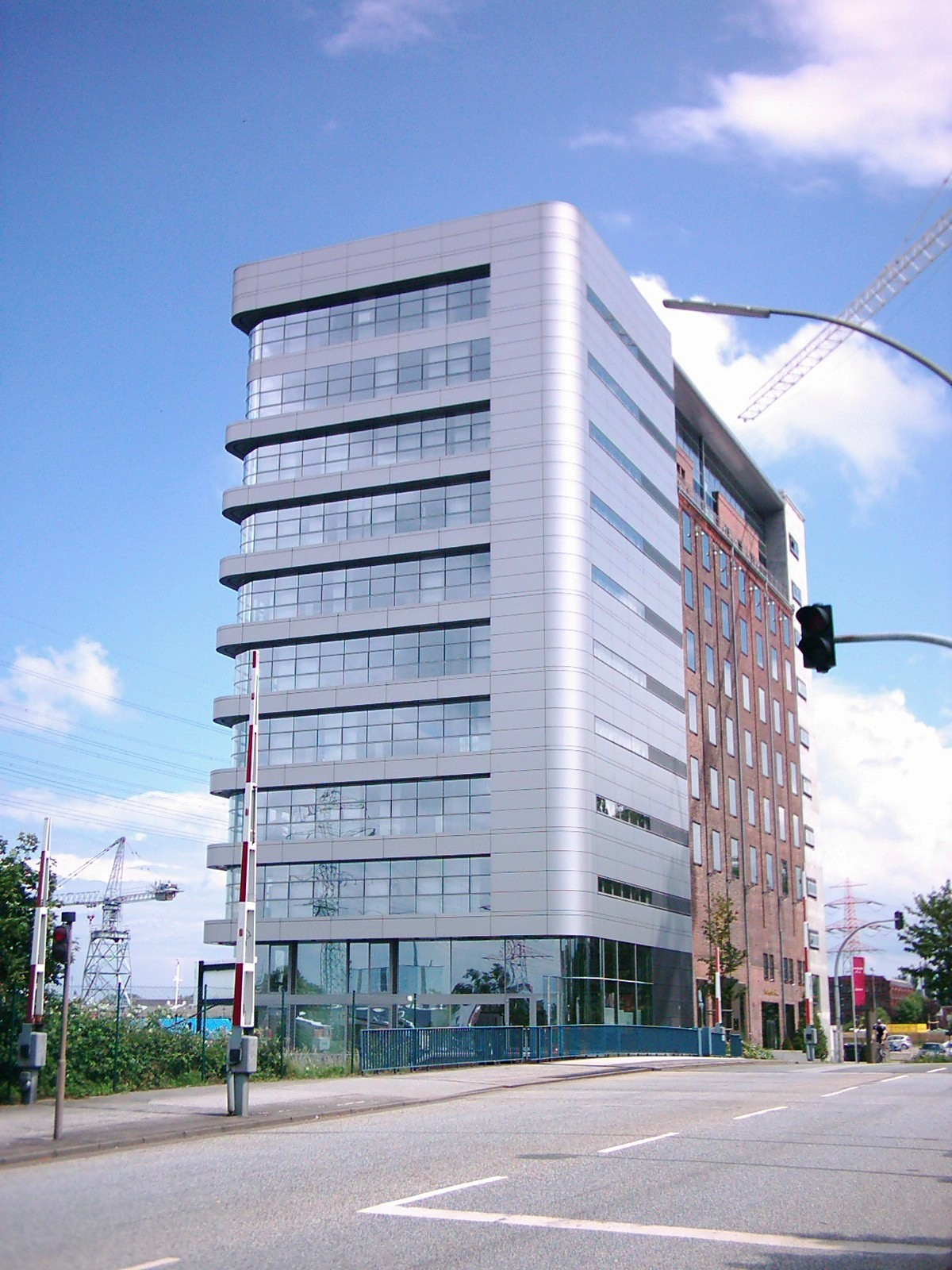
Gebäude von Bureau Veritas Deutschland am Veritaskai

Der Channel Hamburg (eigene Schreibweise: channel hamburg) ist ein laufendes Stadtentwicklungsprojekt im Hamburger Stadtteil Harburg. Das Projektgebiet umfasst ein nicht genau abgegrenztes Areal im Norden des Stadtteils und umfasst weite Teile des Harburger Binnenhafens, der seit den 1970er Jahren größtenteils aus seiner traditionellen Nutzung gefallen ist.
Auf dem Gebiet des channels werden seit 1992 verschiedene Projekte zur Wiedernutzung des Hafengebietes mit den Nutzungsschwerpunkten Arbeiten, Freizeit und seit 2010 Wohnen entwickelt. Die Entwicklung des channels wurde während der IBA Hamburg unterstützt, in deren Rahmen zwei konkrete Projekte realisiert werden sollen (siehe Abschnitt Einzelprojekte)
Bis 2005 wurde das Projekt als channel harburg vermarktet.

## Projektgebiet
Das Gebiet des channels liegt unmittelbar nördlich der Harburger Innenstadt und umfasst eine Gesamtfläche von rund 100 ha. Es ist nach der HafenCity (155 ha) das mit Abstand größte zusammenhängende Stadtentwicklungsgebiet Hamburgs, obschon die beiden Projekte in Hinblick auf ihre jeweiligen Investitionsvolumina, die Straffheit des Planungs- und Vermarktungsprozesses, die Entwicklungsgeschwindigkeit sowie die mediale und öffentliche Aufmerksamkeit nur bedingt vergleichbar sind.
Eine bedeutende Barriere zwischen dem channel und der bestehenden Innenstadt stellen die Trasse der Niederelbebahn und die Bundesstraße 73 dar, die das Gebiet südlich abschließen.

## Organisation
Die zentrale und mithin einzige Lenkungsorgan des channels ist der channel hamburg e.V., der sich seit seiner Gründung im Jahr 2000 eigenverantwortlich um
das Entwicklungsmanagement und die Vermarktung des Standortes kümmert. Darüber hinaus dient er der Vernetzung der vor Ort ansässigen Unternehmen untereinander. Diese ausschließlich private Organisation unterscheidet sich in erheblicher Weise von der der HafenCity, deren Entwicklungsmanagement der städtischen HafenCity Hamburg GmbH obliegt.

## Einzelprojekte

### Gewerbe

#### Das Silo

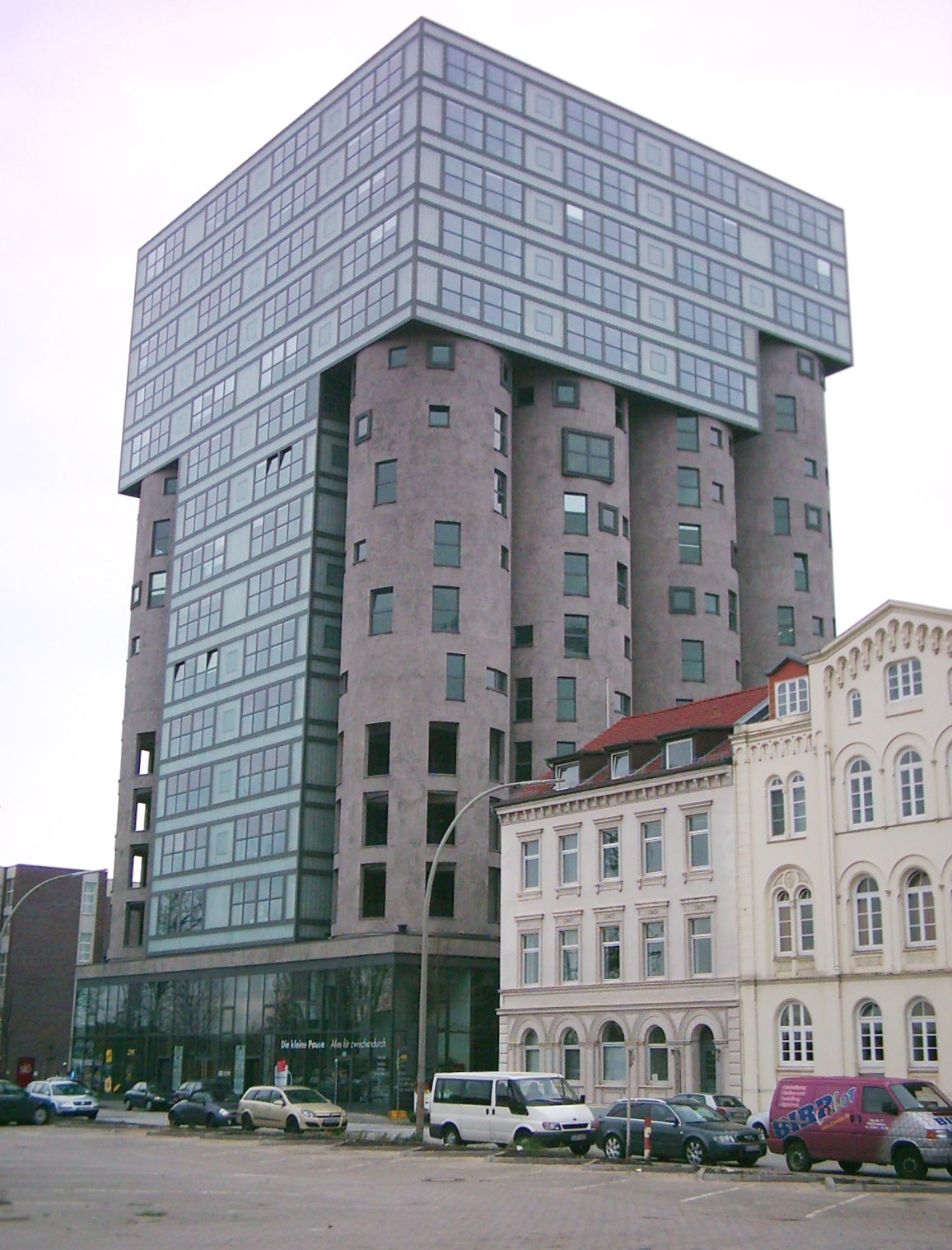
Das Silo; Bürohaus in einem ehemaligen Getreidespeicher

Eines der frühen prominenten Projekte des channels ist die Umnutzung des ehemaligen Getreidespeichers zwischen der Straße Schellerdamm und dem westlichen Bahnhofskanal. Das Gebäude wurde 1935 bis 1936 für die Firma Andreas Hansen als Speicher für Ölsaaten errichtet und zeichnet sich durch seine markante Typologie aus zwölf Betonröhren aus, die in einem 4x4-Quarree angeordnet sind.
In den 1990er Jahren plante die Projektentwicklungsgesellschaft Aurelius den Umbau des Gebäudes zu einem Studentenwohnheim für die TU Hamburg. Die Realisierung scheiterte jedoch an der Insolvenz des bereits verpflichteten Investors. Das Nutzungskonzept wurde auf eine vorwiegende Büronutzung neu ausgerichtet und ein neuer Investor identifiziert. Die Realisierung durch Aurelius erfolgte von 2001 bis 2003 nach Entwürfen des Hamburger Büros von Bassewitz Limbrock Partner, das bereits die Planungen für das Studentenwohnheim entwickelt hatte.
Für den Umbau wurden die Silotürme weitgehend erhalten und um drei Vollgeschosse auf insgesamt fünfzehn Stockwerke und eine Höhe von 43 m aufgestockt. Die vierzehn Obergeschosse werden von Büronutzungen belegt, das Erdgeschoss wird von einem gastronomischen Betrieb und einem Kiosk genutzt. Die industrielle Ursprungsnutzung des Gebäudes spiegelt sich auch in der Gestaltung der Innenräume wider, beispielsweise wurden die massiven Fülltrichter der Siloröhren für die Gestaltung des Gastronomiebetriebs erhalten.

#### Fleethaus

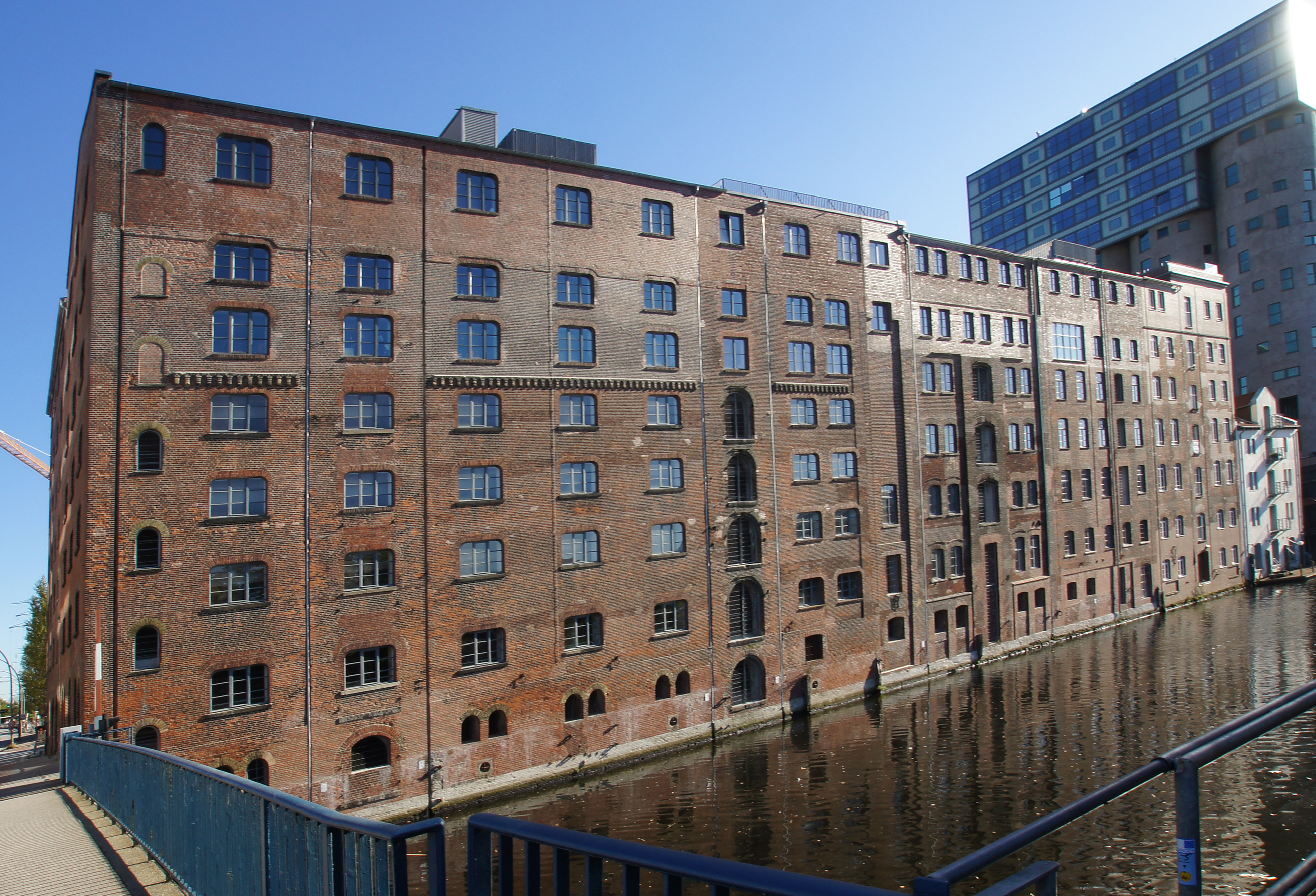
Das Fleethaus am Westlichen Bahnhofskanal

Das Fleethaus basiert auf einem ehemaligen Getreidespeicher aus dem Jahr 1844 am nördlichen Ende des Schellerdamms. Der siebengeschossige Baukörper erweckt aufgrund der vertikalen Fassadengliederung den Eindruck, aus mehreren Einzelgebäude zu bestehen. Das Gebäude wurde für die Umnutzung vollständig entkernt, die denkmalgeschützte Backsteinfassade wurde größtenteils originalgetreu restauriert. Die Planungen stammen wie beim Silo vom Büro von Bassewitz Limbrock Partner, die Realisierung erfolgte zwischen 2005 und 2008.
Die unteren Stockwerken bieten rund 300 Stellplätze sowie ein Restaurant, die oberen Stockwerke bieten insgesamt 5000 m² Flächen für Büronutzungen.

#### Channel x
Ein seit längerer Zeit geplantes Projekt ist der Neubau eines achtzehngeschossigen Bürogebäudes mit rund 14.000 m² Bruttogeschossfläche westlich des Kaufhauskanals. Es wäre mit rund 75 Metern Höhe neben dem gleich großen Channel Tower das höchste Gebäude im Bezirk Harburg.
Der Entwurf stammt vom Hamburger Büro brt und wurde im Auftrag der HC Hagemann real estate erstellt. Das Projekt wurde im Dezember 2007 öffentlich vorgestellt, verbunden mit der Ankündigung, dass eine Realisierung unter der Voraussetzung der Schaffung der erforderlichen planungsrechtlichen Grundlagen und der entsprechenden Nachfrage erfolgen soll. Zum aktuellen Entwicklungsstand (Mai 2010) liegen keine öffentlichen Informationen vor.

### Wohnen
Während die zwischen 1992 und 2010 realisierten Vorhaben sich aufgrund planungsrechtlicher Beschränkungen auf die Implementierung gewerblicher Nutzungen konzentrierten, werden nach entsprechender Änderung des Bebauungsplans und Entlassung aus der Verwaltung des Hafenamtes ab 2010 erste Wohnprojekte realisiert.

#### Wohnbebauung Schlossinsel

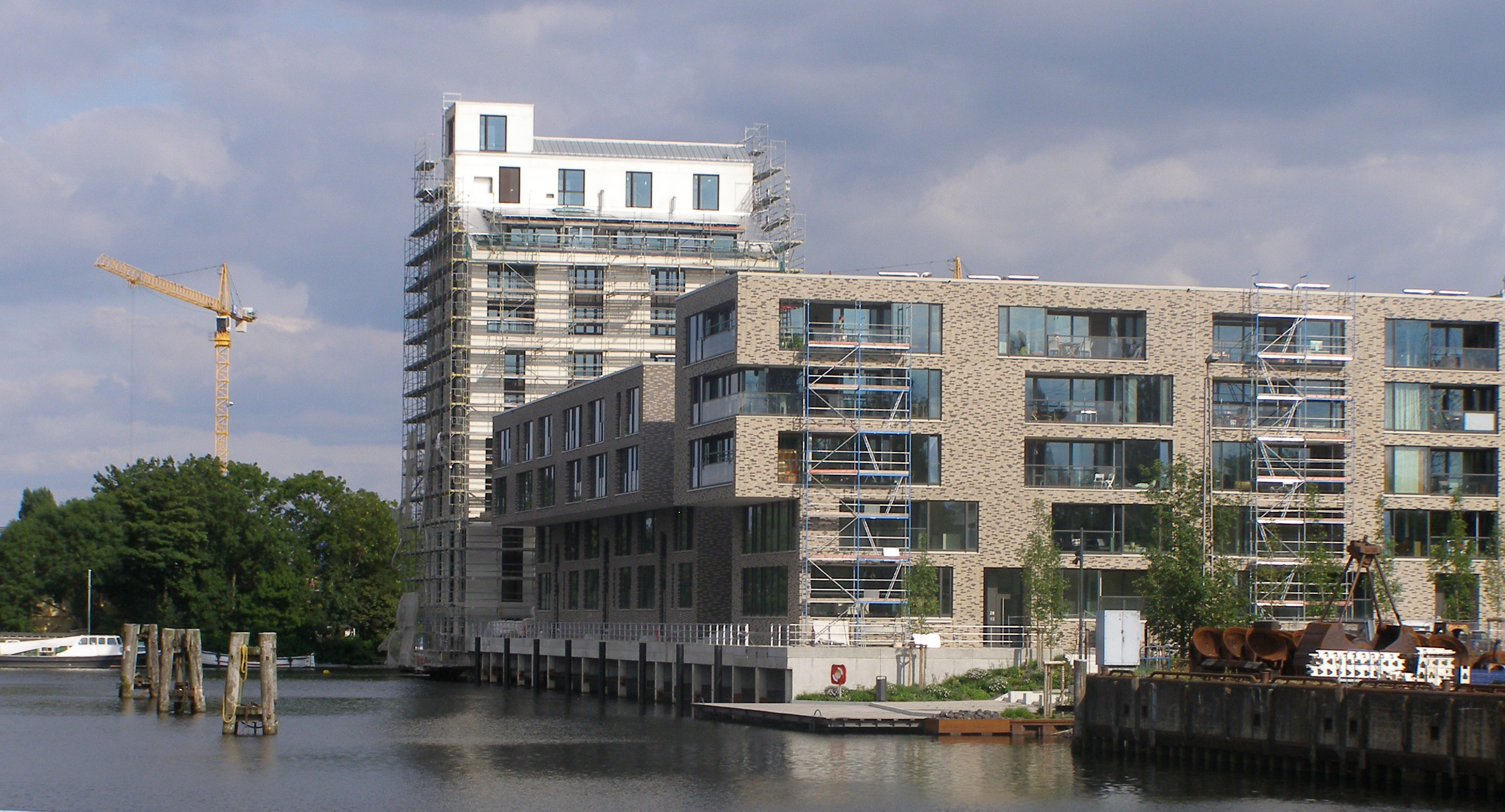
Projekt „Marina auf der Schloßinsel“ am Überwinterungshafen im August 2013, hinten der äußerlich wiedererrichtete Hansen-Speicher

Als erstes Wohnprojekt entstehen im Norden der Harburger Schlossinsel 185 Wohneinheiten des gehobenen Segments. Die Bebauung besteht aus fünf Baukörpern, die sich um einen gemeinsamen begrünten Innenhof gruppieren. Die ursprüngliche Bebauung des rund 13.000 m² großen Geländes bestand aus dem so genannten Hansen-Speicher, einem zehngeschossigen Speichergebäude, und einem Flachlager. Beide Gebäude werden für das Wohnvorhaben abgeräumt, jedoch wird die Kubatur des Hansen-Speichers bei der Neubebauung berücksichtigt.
Die Bauarbeiten begannen offiziell am 17. März 2010 mit dem Abriss des Hansen-Speichers und sollten Anfang 2012 abgeschlossen werden. Das Investitionsvolumen beträgt rund 60 Millionen Euro, hinzu kommen Erschließungskosten in Höhe von rund 35 Millionen Euro, die von der Stadt zu tragen sind.

#### Wohnbebauung Kaufhauskanal
Ein weiteres Wohnprojekt mit 175 Wohneinheiten ist südlich der Schlossinsel am Kaufhauskanal in der Realisierung. Das Projekt wurde von der IBA unterstützt, die im Jahr 2009 ein internationales Gutachterverfahren zur Entwicklung eines Masterplans für die Bebauung durchführte. Das Preisgericht prämierte den Beitrag des Kopenhagener Büros BIG – Bjarke Ingels Group, das unter anderem den dänischen Pavillon für die Weltausstellung in Shanghai entworfen hat.
Die Fertigstellung der Wohnungen verzögerte sich, nachdem auf dem 11.500 m² großen Grundstück archäologische Überreste der früheren Stadt Harburg durch Mitarbeiter des keine 1000 m entfernten Archäologischen Museums Hamburg freigelegt wurden. Der erste Bauabschnitt mit sechs Häusern und 61 Wohneinheiten wurde Ende 2015 fertiggestellt. Wann der zweite Wohnabschnitt folgt ist noch unklar.

### Mischnutzungen

#### Harburger Brücken
Der Projektentwickler aurelis plant auf den ehemals von der Deutschen Bahn genutzten Flächen im östlichen Bereich des Areals unter dem Projektnamen Harburger Brücken (vormals HafenCampus, Hafen-Campus) ein Mischnutzungsgebiet mit gewerblichen Nutzungen und Geschosswohnungsbau mit insgesamt rund 89.000 m² Bruttogeschossfläche. Ein entsprechender B-Plan liegt seit 2000 vor, jedoch konnten sich aurelis und die Stadt Hamburg lange Zeit nicht über die Erfüllung der Auflagen einigen, zu denen sich aurelis im städtebaulichen Vertrag mit Hamburg verpflichtet hatte. Die Parteien konnten sich im März 2010 in einer außergerichtlichen Einigung auf die Verteilung der strittigen Auflagen für das Areal verständigen.
Als erster Investor hat die HPG Harburger Parkhausgesellschaft ein 8.000 m² großes Grundstück an der Straße Veritaskai erworben und plant hierfür eine gemischt genutzte Bebauung mit Büroeinheiten und Wohnungen.
Das Investitionsvolumen für das Areal wird von Aurelis auf rund 200 Millionen Euro geschätzt.

### Freiraum

#### Gebrüder-Cohen-Park

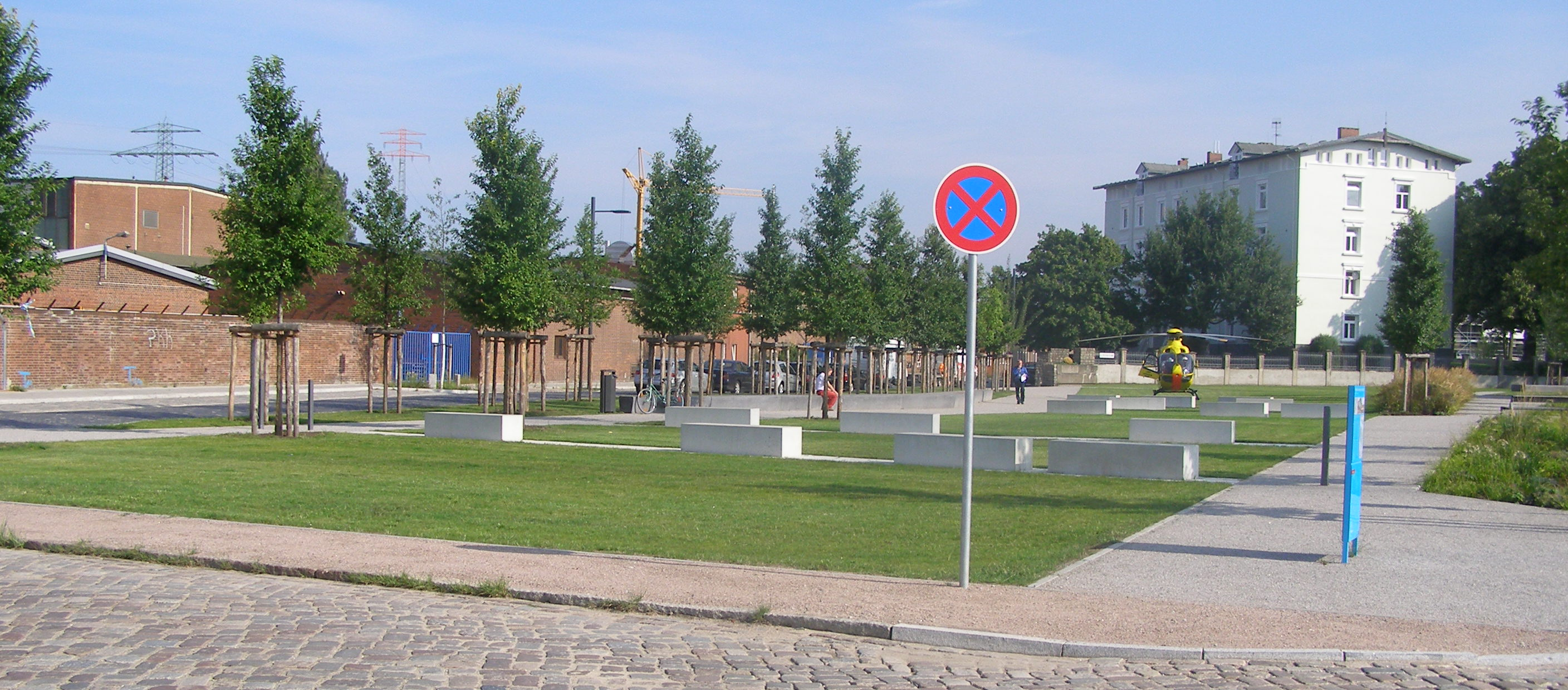
Teil des „Parks auf der Harburger Schloßinsel“ im August 2013, im Hintergrund das Harburger Schloss

Im Zentrum der Schlossinsel wurde im Dezember 2013 mit dem Gebrüder-Cohen-Park ein neuer öffentlicher Park eingeweiht. Der Park ist nach den Brüdern Albert und Louis Cohen benannt, den Gründern der späteren Phoenix AG. In der Entwurfs- und Planungsphase hieß der Park Sternpark, begründet durch die an einen Fünfstrahlstern erinnernde Geländeform, die durch die bestehende und geplante Bebauung des Areals vorgegeben wird. Die IBA unterstützte das Vorhaben unter anderem durch Auslobung eines internationalen landschaftsplanerischen Wettbewerbs, an dem sich insgesamt 17 Büros und Arbeitsgemeinschaften beteiligten. Der mit dem ersten Platz ausgezeichnete Entwurf stammt vom Zürcher Büro Hager Landschaftsarchitekten und sieht als zentrales Element eine Spiel- und Liegewiese vor, die von Baumreihen aus Erlen und Eschen eingefasst wird.